# Arzèstula
Arzèstula (2009) è un racconto di Wu Ming 1 pubblicato come parte della raccolta "Anteprima Nazionale - Nove visioni del nostro futuro invisibile" edita da Minimum Fax a cura di Giorgio Vasta e in seguito (2010) inclusa dai Wu Ming nell'antologia Anatra all'arancia meccanica, con attribuzione autoriale all'intero collettivo.

## Trama
Il racconto si svolge nell'autunno di un anno non precisato, nei dintorni di Ferrara. Sono passati alcuni anni dalla Crisi ecologico-economica che ha sconvolto la società italiana del primo XXI secolo. Una delle conseguenze ambientali della Crisi è stato il parziale abbandono della manutenzione della bonifica ferrarese, che ha ritrasformato in zona paludosa gran parte della provincia. Nel frattempo, l'aumento del livello del mare causa l'inabissamento del litorale.
La protagonista (chiamata la Scrittrice oppure la Storica) ha 52 anni e racconta in prima persona il viaggio durante il quale rivisita i luoghi della propria infanzia; nel corso del viaggio incontra Matteo, ex carabiniere. Al termine del racconto la Scrittrice ritorna alla sua numerosa "famiglia": una comunità di sopravvissuti insediatasi in quello che una volta era l'Autogrill Cantagallo a Casalecchio sul Reno. In questa comunità la protagonista ha il ruolo di veggente e officiante di rituali di visualizzazione del futuro.

## Il titolo
Parte del viaggio è la riscoperta delle antiche parole abbandonate (le macerie della lingua), in questo caso quelle del dialetto ferrarese. In un momento altamente simbolico l'affiorare dalla memoria della parola per cinciallegra (arzèstula appunto, in ferrarese) costituisce per i protagonisti una illuminazione e provoca la materializzazione della cinciallegra stessa.

## Temi
In Arzèstula compaiono molti dei temi che caratterizzano le opere (collettive o soliste) di Wu Ming: il racconto come via per comprendere la realtà, il potere curativo e magico della parola, la dimensione collettiva della produzione di storie, la compresenza della previsione del futuro con il ricordo e il ripensamento del passato, la figura femminile veggente e portatrice di continuazione di vita, la comunità di reietti e sopravvissuti feriti nel corpo e nello spirito che insieme lavorano per produrre un futuro.